# Onchon
Onchon (Hán Việt: Ôn Tuyền) là một huyện của tỉnh Pyongan Nam tại Cộng hòa Dân chủ Nhân dân Triều Tiên. Huyện giáp Jungsan về phía bắc, với Ryonggang và Nampho ở phía đông, phía nam và tây giáp Hoàng Hải. Năm 2008, dân số toàn huyện Onchon là 149.851 người (71.236 nam và 78.615 nữ), trong đó, dân cư đô thị là 83.934 người (56%) còn dân cư nông thôn là 65.917 người (54%).